# André Vuillien
André Vuillien, né le 9 février 1924 à Nancy et mort le 6 mai 2016 à Pusey (Haute-Saône), est un homme politique français. Il est député communiste du département de Saône-et-Loire de 1956 à 1958.

## Biographie
Ouvrier métallurgiste (soudeur) aux Établissements Schneider (Forges et Ateliers du Creusot), il y est militant syndical de la CGT jusqu'à son départ de l'usine pour... la Chambre des députés. En effet, présent sur la liste du Parti communiste français aux élections législatives de janvier 1956, en troisième position, il est élu député en raison de la "performance" électorale de son parti, première force politique en Saône-et-Loire durant toute la Quatrième République, de la multiplicité des listes concurrentes et de l'absence de listes "gaullistes" à ces élections.
Avec un score de 29,2 % des suffrages exprimés, la liste emmenée par le populaire ancien maraîcher Waldeck Rochet obtient trois des sept "sièges" du département. Le changement de mode de scrutin, consécutif au retour au pouvoir du général de Gaulle, la diminution du nombre des députés attribués au département, le tronçonnage des circonscriptions électorales, et la forte baisse des voix recueillies par le PCF (il tombe à 19 % en Saône-et-Loire) font qu'en novembre 1958, André Vuillen est battu dès le premier tour dans la circonscription d'Autun-Le Creusot. Il y obtient cependant 22,8 % des suffrages. De nouveau candidat aux élections de 1962, sa progression (25,2 % des suffrages) ne suffit pas à la qualifier pour le second tour. Il se désiste pour le candidat radical-socialiste Gabriel Bouthière (26,2 % au premier tour), qui est élu.
André Vuillien quitte la Saône-et-Loire pour devenir le leader du Parti communiste en Haute-Saône, où il est, sans succès, candidat député aux élections suivantes.